# Iggy Azalea/Diskografie
Diese Diskografie ist eine Übersicht über die musikalischen Werke der australischen Rapperin Iggy Azalea. Den Quellenangaben und Schallplattenauszeichnungen zufolge hat sie bisher mehr als 43,9 Millionen Tonträger verkauft. Ihre erfolgreichste Veröffentlichung ist die Single Problem mit mehr als 11,6 Millionen verkauften Einheiten.

## Alben

### Studioalben
| Jahr | Titel                                        | Höchstplatzierung, Gesamtwochen, AuszeichnungChartplatzierungen (Jahr, Titel, Platzierungen, Wochen, Auszeichnungen, Anmerkungen) | Höchstplatzierung, Gesamtwochen, AuszeichnungChartplatzierungen (Jahr, Titel, Platzierungen, Wochen, Auszeichnungen, Anmerkungen) | Höchstplatzierung, Gesamtwochen, AuszeichnungChartplatzierungen (Jahr, Titel, Platzierungen, Wochen, Auszeichnungen, Anmerkungen) | Höchstplatzierung, Gesamtwochen, AuszeichnungChartplatzierungen (Jahr, Titel, Platzierungen, Wochen, Auszeichnungen, Anmerkungen) | Höchstplatzierung, Gesamtwochen, AuszeichnungChartplatzierungen (Jahr, Titel, Platzierungen, Wochen, Auszeichnungen, Anmerkungen) | Höchstplatzierung, Gesamtwochen, AuszeichnungChartplatzierungen (Jahr, Titel, Platzierungen, Wochen, Auszeichnungen, Anmerkungen) | Höchstplatzierung, Gesamtwochen, AuszeichnungChartplatzierungen (Jahr, Titel, Platzierungen, Wochen, Auszeichnungen, Anmerkungen) | Anmerkungen                                                                                            |
| Jahr | Titel                                        | DE | AT | CH | UK | US | AU | NZ | Anmerkungen                                                                                            |
| ---- | -------------------------------------------- | --- | --- | --- | --- | --- | --- | --- | --- |
| 2014 | The New Classic Virgin EMI Records           | DE83 (1 Wo.)DE | — | — | UK5 Gold · (22 Wo.)UK | US3 ×2Doppelplatin · (43 Wo.)US                                                                                                   | AU2 Gold · (22 Wo.)AU | NZ3 Platin · (13 Wo.)NZ | Erstveröffentlichung: 21. April 2014 Verkäufe: + 2.240.000                                             |
| 2014 | Reclassified Virgin EMI Records              | — | — | — | UK38 Gold · (5 Wo.)UK | US16 (27 Wo.)US | AU32 (1 Wo.)AU | NZ— GoldNZ | Erstveröffentlichung: 24. November 2014 Wiederveröffentlichung von The New Classic Verkäufe: + 117.500 |
| 2019 | In My Defense Bad Dreams Records, Empire     | — | — | — | — | US50 (1 Wo.)US | — | — | Erstveröffentlichung: 19. Juli 2019                                                                    |
| 2021 | The End of an Era Bad Dreams Records, Empire | — | — | — | — | — | — | — | Erstveröffentlichung: 13. August 2021                                                                  |

### Mixtapes
- 2011: Ignorant Art
- 2012: TrapGold

### EPs
| Jahr | Titel                             | Höchstplatzierung, Gesamtwochen, AuszeichnungChartplatzierungen (Jahr, Titel, Platzierungen, Wochen, Auszeichnungen, Anmerkungen) | Höchstplatzierung, Gesamtwochen, AuszeichnungChartplatzierungen (Jahr, Titel, Platzierungen, Wochen, Auszeichnungen, Anmerkungen) | Höchstplatzierung, Gesamtwochen, AuszeichnungChartplatzierungen (Jahr, Titel, Platzierungen, Wochen, Auszeichnungen, Anmerkungen) | Höchstplatzierung, Gesamtwochen, AuszeichnungChartplatzierungen (Jahr, Titel, Platzierungen, Wochen, Auszeichnungen, Anmerkungen) | Höchstplatzierung, Gesamtwochen, AuszeichnungChartplatzierungen (Jahr, Titel, Platzierungen, Wochen, Auszeichnungen, Anmerkungen) | Höchstplatzierung, Gesamtwochen, AuszeichnungChartplatzierungen (Jahr, Titel, Platzierungen, Wochen, Auszeichnungen, Anmerkungen) | Höchstplatzierung, Gesamtwochen, AuszeichnungChartplatzierungen (Jahr, Titel, Platzierungen, Wochen, Auszeichnungen, Anmerkungen) | Anmerkungen                          |
| Jahr | Titel                             | DE | AT | CH | UK | US | AU | NZ | Anmerkungen                          |
| ---- | --------------------------------- | --- | --- | --- | --- | --- | --- | --- | ------------------------------------ |
| 2018 | Survive the Summer Island Records | — | — | — | — | US144 (1 Wo.)US | — | — | Erstveröffentlichung: 3. August 2018 |

Weitere EPs
- 2012: Glory
- 2013: Change Your Life
- 2013: iTunes Festival: London 2013
- 2019: Wicked Lips

## Singles

### Als Leadmusikerin
| Jahr | Titel Album                          | Höchstplatzierung, Gesamtwochen, AuszeichnungChartplatzierungen (Jahr, Titel, Album, Platzierungen, Wochen, Auszeichnungen, Anmerkungen) | Höchstplatzierung, Gesamtwochen, AuszeichnungChartplatzierungen (Jahr, Titel, Album, Platzierungen, Wochen, Auszeichnungen, Anmerkungen) | Höchstplatzierung, Gesamtwochen, AuszeichnungChartplatzierungen (Jahr, Titel, Album, Platzierungen, Wochen, Auszeichnungen, Anmerkungen) | Höchstplatzierung, Gesamtwochen, AuszeichnungChartplatzierungen (Jahr, Titel, Album, Platzierungen, Wochen, Auszeichnungen, Anmerkungen) | Höchstplatzierung, Gesamtwochen, AuszeichnungChartplatzierungen (Jahr, Titel, Album, Platzierungen, Wochen, Auszeichnungen, Anmerkungen) | Höchstplatzierung, Gesamtwochen, AuszeichnungChartplatzierungen (Jahr, Titel, Album, Platzierungen, Wochen, Auszeichnungen, Anmerkungen) | Höchstplatzierung, Gesamtwochen, AuszeichnungChartplatzierungen (Jahr, Titel, Album, Platzierungen, Wochen, Auszeichnungen, Anmerkungen) | Anmerkungen                                                                         |
| Jahr | Titel Album                          | DE | AT | CH | UK | US | AU | NZ | Anmerkungen                                                                         |
| ---- | ------------------------------------ | --- | --- | --- | --- | --- | --- | --- | ----------------------------------------------------------------------------------- |
| 2013 | Work The New Classic                 | — | — | — | UK17 Gold · (13 Wo.)UK | US54 ×2Doppelplatin · (20 Wo.)US | AU— GoldAU | NZ— GoldNZ | Erstveröffentlichung: 17. März 2013 Verkäufe: + 2.602.500                           |
| 2013 | Bounce The New Classic               | — | — | — | UK13 (5 Wo.)UK | US— GoldUS | — | — | Erstveröffentlichung: 24. Mai 2013 Verkäufe: + 500.000                              |
| 2013 | Change Your Life The New Classic     | — | — | — | UK10 Silber · (5 Wo.)UK | US— GoldUS | AU44 (1 Wo.)AU | NZ38 (1 Wo.)NZ | Erstveröffentlichung: 12. September 2013 Verkäufe: + 730.000; feat. T.I.            |
| 2014 | Fancy The New Classic                | DE51 Gold · (19 Wo.)DE | AT46 (16 Wo.)AT | CH47 (12 Wo.)CH | UK5 ×2Doppelplatin · (39 Wo.)UK | US1 ×9Neunfachplatin · (39 Wo.)US | AU5 ×4Vierfachplatin · (30 Wo.)AU | NZ1 ×2Doppelplatin · (21 Wo.)NZ | Erstveröffentlichung: 17. Februar 2014 Verkäufe: + 11.566.000; feat. Charli XCX     |
| 2014 | Black Widow The New Classic          | DE39 Gold · (24 Wo.)DE | AT25 (23 Wo.)AT | CH28 (22 Wo.)CH | UK4 Platin · (27 Wo.)UK | US3 ×5Fünffachplatin · (30 Wo.)US | AU15 Platin · (17 Wo.)AU | NZ11 Platin · (17 Wo.)NZ | Erstveröffentlichung: 8. Juli 2014 Verkäufe: + 6.522.500; feat. Rita Ora            |
| 2014 | Beg for It Reclassified              | — | — | — | — | US27 Platin · (16 Wo.)US | AU29 (3 Wo.)AU | — | Erstveröffentlichung: 24. Oktober 2014 Verkäufe: + 1.000.000; feat. MØ              |
| 2015 | Trouble Reclassified                 | — | — | — | UK7 Platin · (21 Wo.)UK | US67 Gold · (5 Wo.)US | AU10 Platin · (12 Wo.)AU | NZ— GoldNZ | Erstveröffentlichung: 24. Februar 2015 Verkäufe: + 1.177.500; feat. Jennifer Hudson |
| 2015 | Pretty Girls –                       | DE88 (1 Wo.)DE | AT74 (1 Wo.)AT | — | UK16 (3 Wo.)UK | US29 Gold · (8 Wo.)US | AU27 (7 Wo.)AU | — | Erstveröffentlichung: 4. Mai 2015 Verkäufe: + 510.000; mit Britney Spears           |
| 2016 | Team –                               | — | — | — | UK62 (6 Wo.)UK | US42 Gold · (8 Wo.)US | AU40 (4 Wo.)AU | — | Erstveröffentlichung: 18. März 2016 Verkäufe: + 560.000                             |
| 2017 | Mo Bounce –                          | — | — | — | — | — | — | — | Erstveröffentlichung: 23. März 2017 Verkäufe: + 20.000                              |
| 2017 | Switch –                             | — | — | — | — | — | — | — | Erstveröffentlichung: 19. Mai 2017 Verkäufe: + 40.000; feat. Anitta                 |
| 2018 | Savior –                             | — | — | — | — | — | — | — | Erstveröffentlichung: 2. Februar 2018 Verkäufe: + 20.000; feat. Quavo               |
| 2018 | Kream Survive the Summer EP          | — | — | — | — | US96 Platin · (1 Wo.)US | — | — | Erstveröffentlichung: 6. Juli 2018 Verkäufe: + 1.090.000; feat. Tyga                |
| 2019 | Sally Walker In My Defense           | — | — | — | UK82 (1 Wo.)UK | US62 Gold · (1 Wo.)US | — | — | Erstveröffentlichung: 15. März 2019 Verkäufe: + 500.000                             |
| 2019 | Started In My Defense                | — | — | — | UK76 (1 Wo.)UK | US— GoldUS | — | — | Erstveröffentlichung: 3. Mai 2019 Verkäufe: + 500.000                               |
| 2019 | Fuck It Up In My Defense             | — | — | — | — | — | — | — | Erstveröffentlichung: 19. Juli 2019 feat. Kash Doll                                 |
| 2019 | Lola Wicked Lips                     | — | — | — | — | — | — | — | Erstveröffentlichung: 8. November 2019 mit Alice Chater                             |
| 2020 | Dance Like Nobody’s Watching –       | — | — | — | — | — | — | — | Erstveröffentlichung: 21. August 2020 mit Tinashe                                   |
| 2021 | Sip It –                             | — | — | — | — | — | — | — | Erstveröffentlichung: 2. April 2021 mit Tyga                                        |
| 2021 | Brazil The End of an Era             | — | — | — | — | — | — | — | Erstveröffentlichung: 2. April 2021                                                 |
| 2021 | I Am the Stripclub The End of an Era | — | — | — | — | — | — | — | Erstveröffentlichung: 2. Juli 2021                                                  |
| 2021 | Sex on the Beach The End of an Era   | — | — | — | — | — | — | — | Erstveröffentlichung: 5. August 2021 mit Sophia Scott                               |

### Als Gastmusikerin
| Jahr | Titel Album                                  | Höchstplatzierung, Gesamtwochen, AuszeichnungChartplatzierungen (Jahr, Titel, Album, Platzierungen, Wochen, Auszeichnungen, Anmerkungen) | Höchstplatzierung, Gesamtwochen, AuszeichnungChartplatzierungen (Jahr, Titel, Album, Platzierungen, Wochen, Auszeichnungen, Anmerkungen) | Höchstplatzierung, Gesamtwochen, AuszeichnungChartplatzierungen (Jahr, Titel, Album, Platzierungen, Wochen, Auszeichnungen, Anmerkungen) | Höchstplatzierung, Gesamtwochen, AuszeichnungChartplatzierungen (Jahr, Titel, Album, Platzierungen, Wochen, Auszeichnungen, Anmerkungen) | Höchstplatzierung, Gesamtwochen, AuszeichnungChartplatzierungen (Jahr, Titel, Album, Platzierungen, Wochen, Auszeichnungen, Anmerkungen) | Höchstplatzierung, Gesamtwochen, AuszeichnungChartplatzierungen (Jahr, Titel, Album, Platzierungen, Wochen, Auszeichnungen, Anmerkungen) | Höchstplatzierung, Gesamtwochen, AuszeichnungChartplatzierungen (Jahr, Titel, Album, Platzierungen, Wochen, Auszeichnungen, Anmerkungen) | Anmerkungen                                                                                                   |
| Jahr | Titel Album                                  | DE | AT | CH | UK | US | AU | NZ | Anmerkungen                                                                                                   |
| ---- | -------------------------------------------- | --- | --- | --- | --- | --- | --- | --- | --- |
| 2012 | Beat Down Wonderland (Remixed)               | — | — | — | UK44 (2 Wo.)UK | — | — | — | Erstveröffentlichung: 31. Mai 2012 Steve Aoki feat. Angger Dimas & Iggy Azalea                                |
| 2014 | Problem My Everything                        | DE19 Platin · (37 Wo.)DE | AT16 Gold · (32 Wo.)AT | CH8 Gold · (31 Wo.)CH | UK1 ×2Doppelplatin · (29 Wo.)UK | US2 ×8Achtfachplatin · (25 Wo.)US | AU2 ×5Fünffachplatin · (22 Wo.)AU | NZ1 ×2Doppelplatin · (21 Wo.)NZ | Erstveröffentlichung: 28. April 2014 Verkäufe: + 11.641.600; Ariana Grande feat. Iggy Azalea                  |
| 2014 | No Mediocre Paperwork: The Motion Picture    | — | — | — | UK49 (2 Wo.)UK | US33 Platin · (20 Wo.)US | AU36 Gold · (6 Wo.)AU | NZ34 Gold · (2 Wo.)NZ | Erstveröffentlichung: 16. Juni 2014 Verkäufe: + 1.082.500; T.I. feat. Iggy Azalea                             |
| 2014 | Booty A.K.A.                                 | DE78 (1 Wo.)DE | — | — | — | US18 Platin · (9 Wo.)US | AU27 (2 Wo.)AU | NZ30 (1 Wo.)NZ | Erstveröffentlichung: 23. September 2014 Verkäufe: + 1.030.000; Jennifer Lopez feat. Iggy Azalea oder Pitbull |
| 2015 | Go Hard or Go Home Fast & Furious 7 (O.S.T.) | DE47 (10 Wo.)DE | AT59 (2 Wo.)AT | CH55 (2 Wo.)CH | — | US86 Gold · (2 Wo.)US | — | — | Erstveröffentlichung: 17. Februar 2015 Verkäufe: + 500.000; Wiz Khalifa feat. Iggy Azalea                     |
| 2015 | All Hands on Deck Aquarius                   | — | — | — | — | — | AU45 Gold · (2 Wo.)AU | — | Erstveröffentlichung: 24. Februar 2015 Verkäufe: + 35.000; Tinashe feat. Iggy Azalea                          |
| 2019 | Boys Like You –                              | — | — | — | — | — | — | — | Erstveröffentlichung: 24. Mai 2019 Vvaves feat. Iggy Azalea                                                   |

## Statistik

### Chartauswertung
|                     | DE    | AT    | CH    | UK    | US    | AU    | NZ    |
| ------------------- | ----- | ----- | ----- | ----- | ----- | ----- | ----- |
| Nummer-eins-Alben   | DE—DE | AT—AT | CH—CH | UK—UK | US—US | AU—AU | NZ—NZ |
| Top-10-Alben        | DE—DE | AT—AT | CH—CH | UK1UK | US1US | AU1AU | NZ1NZ |
| Alben in den Charts | DE1DE | AT—AT | CH—CH | UK2UK | US4US | AU2AU | NZ1NZ |

|                       | DE    | AT    | CH    | UK     | US     | AU     | NZ    |
| --------------------- | ----- | ----- | ----- | ------ | ------ | ------ | ----- |
| Nummer-eins-Singles   | DE—DE | AT—AT | CH—CH | UK1UK  | US1US  | AU—AU  | NZ2NZ |
| Top-10-Singles        | DE—DE | AT—AT | CH1CH | UK5UK  | US3US  | AU3AU  | NZ2NZ |
| Singles in den Charts | DE6DE | AT5AT | CH4CH | UK13UK | US13US | AU11AU | NZ6NZ |

### Auszeichnungen für Musikverkäufe
| Land/RegionAuszeichnungen für Musikverkäufe (Land/Region, Auszeichnungen, Verkäufe, Quellen) | Silber  | Gold       | Platin         | Diamant     | Verkäufe   | Quellen                 |
| -------------------------------------------------------------------------------------------- | ------- | ---------- | -------------- | ----------- | ---------- | ----------------------- |
| Australien (ARIA)                                                                            | —       | 4× Gold4   | 12× Platin12   | —           | 980.000    | aria.com.au             |
| Brasilien (PMB)                                                                              | —       | 4× Gold4   | 10× Platin10   | 3× Diamant3 | 1.370.000  | pro-musicabr.org.br     |
| Dänemark (IFPI)                                                                              | —       | —          | 4× Platin4     | —           | —          | ifpi.dk                 |
| Deutschland (BVMI)                                                                           | —       | 2× Gold2   | Platin1        | —           | 650.000    | musikindustrie.de       |
| Frankreich (SNEP)                                                                            | —       | —          | —              | —           | 64.100     | Einzelnachweise         |
| Italien (FIMI)                                                                               | —       | —          | 4× Platin4     | —           | 160.000    | fimi.it                 |
| Japan (RIAJ)                                                                                 | —       | Gold1      | Platin1        | —           | 250.000    | riaj.or.jp JP2          |
| Kanada (MC)                                                                                  | —       | 3× Gold3   | 9× Platin9     | —           | 946.000    | musiccanada.com         |
| Kolumbien (ASINCOL)                                                                          | —       | —          | Platin1        | —           | 10.000     | Einzelnachweise         |
| Mexiko (AMPROFON)                                                                            | —       | Gold1      | —              | —           | 30.000     | amprofon.com.mx         |
| Neuseeland (RMNZ)                                                                            | —       | 4× Gold4   | 7× Platin7     | —           | 180.000    | radioscope.co.nz NZ2    |
| Niederlande (NVPI)                                                                           | —       | —          | 2× Platin2     | —           | 60.000     | nvpi.nl                 |
| Norwegen (IFPI)                                                                              | —       | —          | 6× Platin6     | —           | 360.000    | ifpi.no                 |
| Österreich (IFPI)                                                                            | —       | Gold1      | —              | —           | 15.000     | ifpi.at                 |
| Polen (ZPAV)                                                                                 | —       | 3× Gold3   | —              | —           | 30.000     | olis.pl                 |
| Portugal (AFP)                                                                               | —       | Gold1      | —              | —           | 5.000      | Einzelnachweise         |
| Schweden (IFPI)                                                                              | —       | —          | 7× Platin7     | —           | 280.000    | sverigetopplistan.se    |
| Schweiz (IFPI)                                                                               | —       | Gold1      | —              | —           | 15.000     | hitparade.ch            |
| Spanien (Promusicae)                                                                         | —       | 4× Gold4   | 2× Platin2     | —           | 80.000     | elportaldemusica.es ES2 |
| Vereinigte Staaten (RIAA)                                                                    | —       | 8× Gold8   | 30× Platin30   | —           | 34.000.000 | riaa.com                |
| Vereinigtes Königreich (BPI)                                                                 | Silber1 | 3× Gold3   | 6× Platin6     | —           | 4.500.000  | bpi.co.uk               |
| Insgesamt                                                                                    | Silber1 | 40× Gold40 | 102× Platin102 | 3× Diamant3 |            |                         |